# Mojca Erdmann
Mojca Erdmann (* 29. Dezember 1975 in Hamburg) ist eine deutsche Opern-, Konzert- und Liedsängerin in der Stimmlage Sopran. Sie tritt als Mozartsängerin und Interpretin zeitgenössischer Musiktheaterwerke auf.

## Leben und Wirken
Ihr Vater ist Professor für Komposition und Flötist. Ab dem Alter von sechs Jahren erhielt sie Geigenunterricht. Ferner sang sie im Kinderchor der Hamburgischen Staatsoper. Im Alter von 14 Jahren erhielt Erdmann Gesangsunterricht bei Evelyn Herlitzius. Danach studierte sie Gesang an der Hochschule für Musik und Tanz in Köln bei Hans Sotin und Ingrid Figur.
Als Studentin sang Erdmann an der Komischen Oper Berlin, der Deutschen Oper Berlin und den Opernhäusern von Mannheim und Basel. 2006 gab sie ihr Debüt bei den Salzburger Festspielen mit der Titelpartie in Wolfgang Amadeus Mozarts Singspiel Zaide. Ein Jahr später sang sie in Salzburg die Rolle der Zelmira in Haydns Armida. 2009 sang sie bei den Schwetzinger Festspielen die Titelrolle in der Oper Proserpina von Wolfgang Rihm und 2010 bei den Salzburger Festspielen die Ariadne in der Uraufführung von Rihms Dionysos. Erdmann gastierte an den Musikbühnen von Stuttgart, Wien, München, Nizza, Köln, Baden-Baden etc. Im Oktober 2011 gab sie ihr Debüt an der Met in New York als Zerlina in Don Giovanni; kurz darauf war sie dort als Waldvogel in Siegfried zu hören. 2012 debütierte sie an der Berliner Staatsoper (Spielstätte am Schillertheater) in der Titelrolle in Alban Bergs Lulu. 2014 kehrte sie als Sophie im Rosenkavalier zu den Salzburger Festspielen zurück.
Neben ihrer Bühnenpräsenz ist Mojca Erdmann weltweit als Lied- und Konzertsängerin tätig. Sie gastierte u. a. bei den Musikfestivals in Schwarzenberg und Bad Kissingen. Zusammen mit den Priestern nahm sie am 14. Februar 2013 mit dem Lied „Meerstern, sei gegrüßt“ an der Show „Eurovision Song Contest 2013 – Unser Song für Malmö“ teil.

## Rollenrepertoire (Auswahl)
- Marzelline, Fidelio (Beethoven)
- Lulu, Lulu (Berg)
- Proserpina, Proserpina (Rihm)
- Zelmira, Armida (Haydn)
- Zerlina, Don Giovanni (Mozart)
- Pamina, Die Zauberflöte (Mozart)
- Zaide, Zaide (Mozart)
- Blonde, Die Entführung aus dem Serail (Mozart)
- Sophie, Der Rosenkavalier (R. Strauss)
- Ännchen, Der Freischütz (Weber)
- Stimme des Waldvogels, Siegfried (Wagner)
- Landlady, South Pole (Srnka)

## Auszeichnungen/Preise
- 2002: Erster Preis in der Kategorie Konzert sowie Sonderpreis für Zeitgenössische Musik beim deutschen Bundeswettbewerb Gesang
- 2005: NDR-Musikpreis beim Schleswig-Holstein Musik Festival sowie Luitpoldpreis des Festivals Kissinger Sommer

## Diskografie
- 2006: Wolfgang Amadeus Mozart, Chaya Czernowin: Zaïde/Adama (DVD). Deutsche Grammophon
- 2009: Gustav Mahler: Sopransolo in der 4. Sinfonie
- 2011: Hugo Wolf: Italienisches Liederbuch
- 2011: Mostly Mozart. Deutsche Grammophon
- 2011: Mozart’s Garden, mit La Cetra, Andrea Marcon. Deutsche Grammophon
- 2012: Wolfgang Amadeus Mozart: Zerlina in Don Giovanni
- 2013: Wolfgang Amadeus Mozart: Despina in Così fan tutte
- 2016: Miroslav Srnka: Landlady in South Pole